# Secvențiere în timp real a unei singure molecule
Secvențierea în timp real a unei singure molecule (SMRT) ((în engleză Single molecule real time sequencing) este o metodă de secvențiere a unei singure molecule de ADN, în paralel. 
Secvențierea în timp real a unei singure molecule folosește tehnologia zero-mode waveguide (ZMW), dezvoltată de Pacific Biosciences.  
O singură enzimă ADN polimerază este fixată la baza ZMW având o singură moleculă de ADN șablon. ZMW este o structură care permite observarea unei singure nucleotide încorporate la un moment dat în enzima ADN polimerază. Fiecare dintre cele patru baze este atașată unei vopsele fluorescente. Atunci când o moleculă este incorporată în polimeraza ADN, eticheta fluorescentă se desprinde de zona ZMW și devine invizibilă. Un detector prinde semnalul fluorescent al nucleotidei incorporate, iar identificarea nucleotidei se face corespunzător cu vopseaua fluorescentă.

## Performanța metodei de secvențiere
Performanța tehnologiei de secvențierea poate fi măsurată în lungimea citirilor și în cantitatea de citiri dintr-un experiment.
Compania Pacific Biosciences a scos pe piață tehnologia de secvențiere SMRT în 2011, 
Kitul lansat în 2012 a produs citiri mai lungi de 4,3 kilobaze. 
Cea mai mare cantitate de citiri produse în noiembrie 2013 înclude parametrii P5 binding, kitul C3, selecția mărimii BluePippin și PacBio RS II și produce oficial 350 de megabaze pe celulă SMRT.

## Vezi si
Secvențierea Sanger
Secvențierea nanopore
Secvențierea Ion Torrent